# Poljski šahovski savez
Poljski šahovski savez (polj. Polski Związek Szachowy), krovno tijelo športa šaha u Poljskoj. Sjedište je u Varšavi, Marszalkowska 82/94. Poljska pripada europskoj zoni 1.4. Predsjednik je Radosław Jedynak (ažurirano 17. listopada 2019.).

## Vanjske poveznice
- Službene stranice